# Xã Fall Lake, Quận Lake, Minnesota
Xã Fall Lake (tiếng Anh: Fall Lake Township) là một xã thuộc quận Lake, tiểu bang Minnesota, Hoa Kỳ. Năm 2010, dân số của xã này là 549 người.